# Solo Star
Solo Star – debiutancki album amerykańskiej piosenkarki Solange Knowles.

## Lista piosenek
1. „Feelin' You (Part II)” (featuring N.O.R.E.) – 4:06
2. „Ain't No Way” – 3:44
3. „Dance with You” (featuring B2K) – 3:03
4. „Get Together” – 4:15
5. „Crush” – 4:33
6. „So Be It” – 4:08
7. „True Love” (featuring Lil’ Romeo) – 3:49
8. „Feel Good Song” – 3:28
9. „Wonderland” – 4:03
10. „This Could Be Love” – 4:04
11. „Feelin' You (Part I)” – 3:22
12. „Just Like You” – 3:36
13. „Thinkin' About You” (featuring Murphy Lee) – 4:04
14. „Solo Star” – 3:14
15. „I Used To” – 3:27
16. „Sky Away” – 3:55

### Wersja japońska
1. „Feelin' You (Part II)” (featuring N.O.R.E.) – 4:06
2. „Ain't No Way” – 3:44
3. „Dance with You” (featuring B2K) – 3:03
4. „Get Together” – 4:15
5. „Crush” – 4:33
6. „So Be It” – 4:08
7. „True Love” (duet with Lil’ Romeo) – 3:49
8. „Feel Good Song” – 3:28
9. „Wonderland” – 4:03
10. „Feelin' You (Part I)” – 3:22
11. „Just Like You” – 3:36
12. „Thinkin' About You” (featuring Murphy Lee) – 4:04
13. „Solo Star” – 3:14
14. „I Used To” – 3:27
15. „Sky Away” – 3:55
16. „Naïve” (duet with Beyoncé featuring Da Brat) – 3:45
17. „Blinded” - 5:08
18. „This Song's for You” (hidden track) – 3:20
19. „This Could Be Love” (hidden track) – 4:04

### Reedycja
Reedycja 14 listopada 2006 r.
1. „Ain't No Way” – 3:44
2. „Dance with You” (featuring B2K) – 3:03
3. „Get Together” – 4:15
4. „Crush” – 4:33
5. „So Be It” – 4:08
6. „Wonderland” – 4:03
7. „This Could Be Love” – 4:04
8. „Feelin' You (featuring Slim Thug)” – 4:03
9. „Bring It on Home” – 3:47
10. „Feelin' You” (Nu Soul Remix) – 7:13
11. „Naïve” (Maurice Joshua's Remix featuring Beyoncé) – 3:37
12. „Crush” (Vibelicious Remix) – 6:24